# 대덕중학교 (대전)
대덕중학교(大德中學校)는 대한민국 대전광역시 유성구 가정동에 위치한 공립 중학교이다.

## 학교 연혁
- 1981년 3월 11일 : 대덕중․고등학교 병설 개교
- 1992년 6월 10일 : 대덕중학교, 대덕고등학교로 분리
- 1992년 12월 23일 : 현재 교사 준공 및 이전
- 2000년 12월 2일 : 교실 증개축 및 급식실 조리실 준공
- 2003년 11월 26일 : 다목적 강당 개관
- 2021년 3월 1일 : 학급 인가 21학급(특별학급 1, 특수학급 1 포함)
- 2024년 1월 4일 : 제41회 졸업식(191명) (총 7,905명 졸업)
- 2024년 3월 1일 : 제18대 이호주 교장 취임
- 2024년 3월 4일 : 2024학년도 입학식(남 104명, 여 86명 총 190명)

## 참고 자료
- 대덕중학교 - 한국교육학술정보원 학교알리미